# Петухов, Сергей Петрович
Сергей Петрович Петухов (1842—1912) — русский инженер-технолог.

## Биография
Родился в Сибири. После окончания курса в 1-м кадетском корпусе в 1861 году он в следующем году поступил вольнослушателем в Петербургский технологический институт и в 1866 году окончил химическое отделение со званием технолога 1-го разряда. В 1885 году за научные исследования по химии и заводские работы по стеклянному производству он был удостоен звания инженера-технолога.
С 1867 года С. П. Петухов служил в Сибири, где написал: «Промышленная статистика г. Иркутска с описанием местных способов кустарного и заводского производств», «Описание гидравлического способа добывания золота (Hydraulic mining or process)», примененного на реке Большие Коты около одноимённого посёлка близ Байкала, «Об обработке золотоносных песков взрывами нитроглицерина», «О составе и свойствах Туркинского горячего источника» около Байкала (удостоено в 1870 году серебряной медали от Императорского Русского Географического Общества) и ряд статей технического и промышленного содержания в газетах и журналах.
В декабре 1868 года С. П. Петухов поступил на Императорский стеклянный завод, где заведовал до 1890 года технической и искусственной частями и отделением по производству смальт и эмалей для мозаической студии Императорской академии художеств. По упразднении Императорского стеклянного завода как отдельного учреждения он был назначен техником VI класса при Императорском фарфоровом и стеклянном заводах, где занимался устройством всей технической обстановки нового стеклянного завода в другом помещении.
В 1888 году Сергей Петрович Петухов был командирован за границу Российской империи в качестве руководителя назначенными от академии художеств тремя художниками для изучения декоративной мозаики в Италию и во Францию, а в 1890 году в город Париж для заказа приборов для шлифования стекла по собственным чертежам.
В 1897—1900 годах занимался устройством мозаической мастерской и постройкой завода для производства разноцветной и золотой смальты для Храма Воскресения Христова в Петербурге.
Вышел в отставку в 1892 году.
Для «Энциклопедического словаря Брокгауза и Ефрона» С. П. Петухов написал несколько статей по стеклянному производству.
Умер 15 марта 1912 года в Санкт-Петербурге.

## Избранная библиография
Помимо перечисленных сочинений, С. П. Пастуховым были изданы следующие труды:
- «О разложении углекислоты серой при высоких температурах» («Журнал Русского физико-химического общества», 1881; работа эта проверена Бертело, 1889, «С. В.», 96.298),
- «Стекло в отношении пороков» (доклад в Имп. техн. общ., 1893),
- «Стеклоделие» (с предисловием Д. И. Менделеева[2]; СПб., 1898),
- «Производство глиняных изделий» (общая часть, в «Библиотеке Промышленных Знаний», ред. Д. Менделеева, 1900),
- «Воронежская огнеупорная глина и применение её в промышленности» (СПб., 1903).